# پادگانه رودخانه‌ای

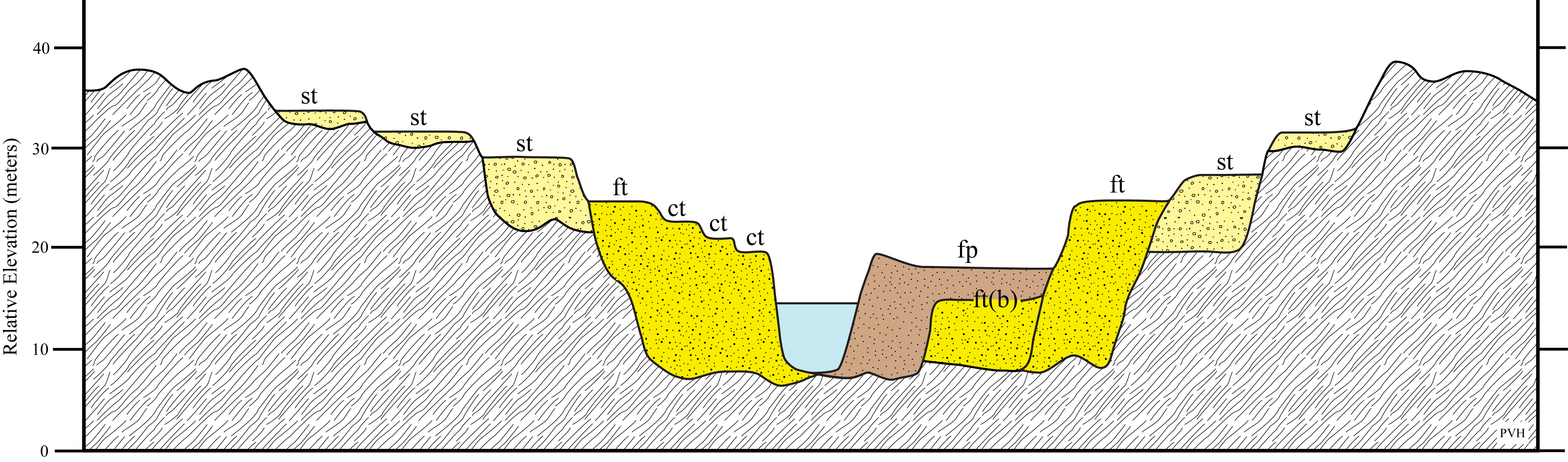
برش عرضی پادگانه‌های آبرفتی در یک رودخانه

پادگانه رودخانه‌ای (Fluvial terrace) یا تراس آبرفتی یک عارضه ژئومورفولوژیکی و نوعی پادگانه (تراس) است که توسط رودخانه به‌وجود می‌آید. در یک دره بر اثر پایین رفتن سطح اساس رودخانه در رسوبات خود، بقایای رسوبات آبرفتی، مشرف بر خط‌القعر کنونی رودخانه شده و بدین ترتیب یک پادگانه آبرفتی به‌وجود می‌آید و رود در سطح پایین‌تری جریان پیدا می‌کند. هر پادگانه آبرفتی دارای یک قسمت مسطح است که ارتفاع بیشتری نسبت به خط‌القعر خود دارد. این سطح، در حقیقت همان بستر طغیانی قدیمی است و یک کناره با شیب بسیار تند دارد.
اغلب پادگانه‌های آبرفتی امروزی یادگارهایی از دوره کواترنر می‌باشند که در آن دوره یخچال‌های وسیع تشکیل شده و چند بار ذوب شده‌اند و نوساناتی در میزان آب رودها به‌وقوع پیوسته و سرانجام این پادگانه‌ها را به‌وجود آورده است. رودها پس از دوره‌های یخبندان تراس‌های متعددی تشکیل داده‌اند که هر کدام نماینده یک دوره رسوب‌گذاری و فرسایش هستند.